# Събор в Сан Феликс
Съборът в Сан Феликс се провежда в днешния Сан Феликс Лораге, носещ по онова време името Сан Феликс дьо Караман, сега община във Франция, Горна Гарона, Окситания, исторически Лангедок.
През 1167 година катарите във Франция поканват българския върховен водач на богомилите – папа Никита, да отиде при тях и да разреши теологични спорове и организационни въпроси. Папа Никита минава през Италия и заедно с посветения от него Марко - водач на патарените, се отправя за Сан Феликс, където на църковен събор се разрешават споровете между катарските комуни на Каркасон и Тулуза, като във вярата са посветени много нови последователи и ръкоположени катарските стареи, т.е. епископи:
1. Робърт д'Еспернон, старей на Франция (днешна Северна Франция)
2. Сикард Селарие, старей на Алба
3. Марк, старей на Ломбардия (днешна Италия)
4. Бернар Раймънд, старей на Тулуза
5. Жералд Мерсие, старей на Каркасон
6. Раймонд де Казалс, старей на Ажан

На събора Никита произнася историческа реч, в която призовава за духовно обединение на Европа под егидата на българската Богомилска църква, изреждайки петте първобогомилски църковни общини на Изтока:
1. Ecclesia Romana (Богомилската църковна община в Константинопол)
2. Ecclesia Dragovitia (Драговитийска църковна община), т.е. на драговитите
3. Ecclesia Melenguia (Милингийска църковна община), т.е. на милингите
4. Ecclesia Bulgaria (Българска църковна община) под която явно си визират Бабуните в тема България, защото по това време България е историческо понятие
5. Ecclesia Dalmatiae (Далматийска църковна община), т.е. бъдещата Босненска църква.[2]